# Torrazzo di Cremona
Il Torrazzo di Cremona, situato accanto al duomo, è il campanile simbolo della città di Cremona. 
È la torre medievale e la torre in laterizi più alta d'Italia e una delle più alte d’Europa: misura 112,54 metri, è costruito a doppia canna, si compone cioè di due torri inserite l’una nell’altra; nell’intercapedine corre una scala di 502 gradini.

Da una lapide murata alla base del Torrazzo di Cremona si legge quella che per molto tempo è stata ritenuta l'altezza del medesimo. Anticamente si credeva che il Torrazzo misurasse 122,217 m di altezza, ma secondo misurazioni successive confermate dal Politecnico di Milano l'altezza è pari a 112,54 m. La presunta differenza di 10 metri non è l’esito di un errore di misurazione, ma la distanza della punta del Torrazzo da un punto “zero” tecnico posto dieci metri sotto il punto più alto della piazza su cui sorge il monumento e stabilito arbitrariamente in modo da tenere in considerazione i dislivelli morfologici del territorio cittadino. 
Scavi archeologici condotti agli inizi degli anni 1980 hanno dimostrato la presenza di strutture sottostanti la torre, da ricollegare a un'area cimiteriale posta nei pressi dell'antica cattedrale o a strutture romane antecedenti. La tradizione popolare vuole la sua prima edificazione nel 754.

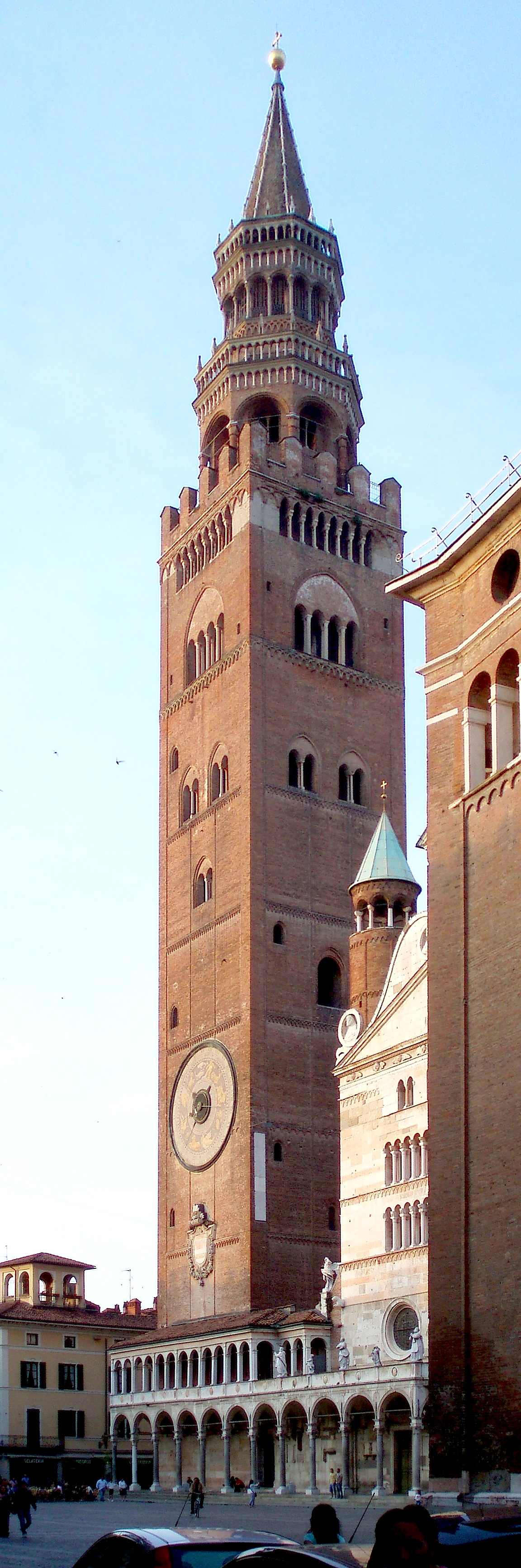
Il Torrazzo.

Si sono comunque distinte quattro fasi nello sviluppo della costruzione della torre: una prima, risalente al terzo decennio del XIII secolo, fino alla terza cornice marcapiano; una seconda al 1250-1267, fino al cornicione sottostante la quadrifora; una terza, verso il 1284, come raccordo per la quarta fase, rappresentata dalla guglia marmorea (ghirlanda) terminata entro il 1309.
Da novembre 2018 ospita al suo interno il Museo Verticale, interamente dedicato alla misurazione del tempo.

## L'orologio

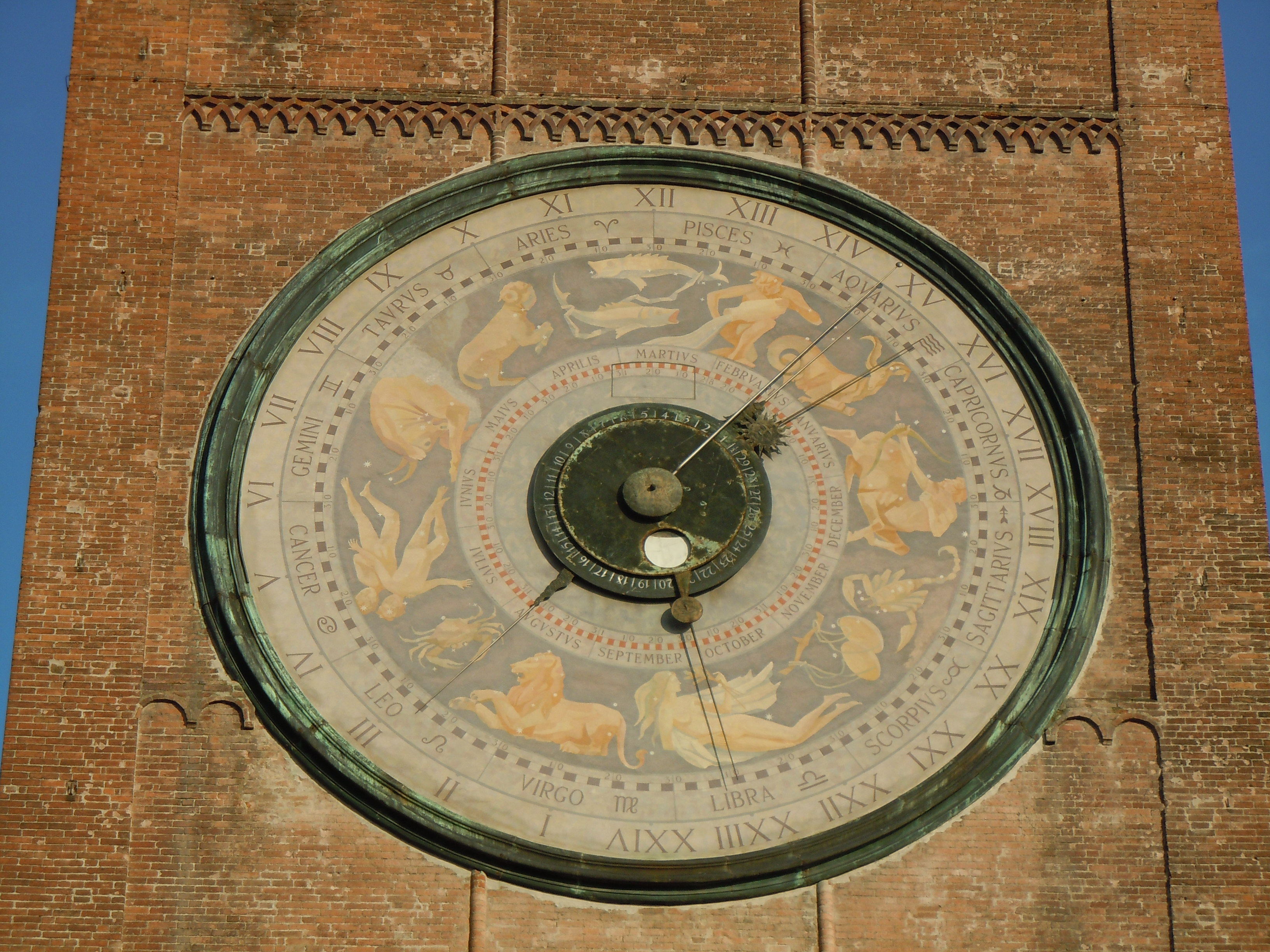
Orologio astronomico

Nel Torrazzo, al quarto piano, è stato in seguito incastonato uno degli orologi astronomici più grandi del mondo; il quadrante ha un diametro di 8,20 m (8,40 con la cornice in rame). 
Costruito dai cremonesi Francesco e Giovan Battista Divizioli (padre e figlio) tra gli anni 1583-1588 e restaurato da Giacomo Guerrini nel 1786, l'orologio è interamente meccanico e deve essere caricato quotidianamente. Per la regolazione dell'ora esiste nella stanza dell'orologio una meridiana solare a proiezione, che indica il mezzogiorno.
Il quadrante rappresenta la volta celeste con le costellazioni zodiacali attraversate dal moto del Sole e della Luna. 
È dotato di cinque lancette (in realtà quattro perché una è doppia) in grado di rappresentare molti fenomeni astronomici: tra cui le fasi lunari, i solstizi e gli equinozi, l'ingresso del Sole nelle costellazioni, la posizione dei buchi lunari e le Eclissi.
La lancetta del drago, di cui si osserva la testa e la coda, è in grado di segnalare le eclissi lunari e le eclissi solari.

## Le campane

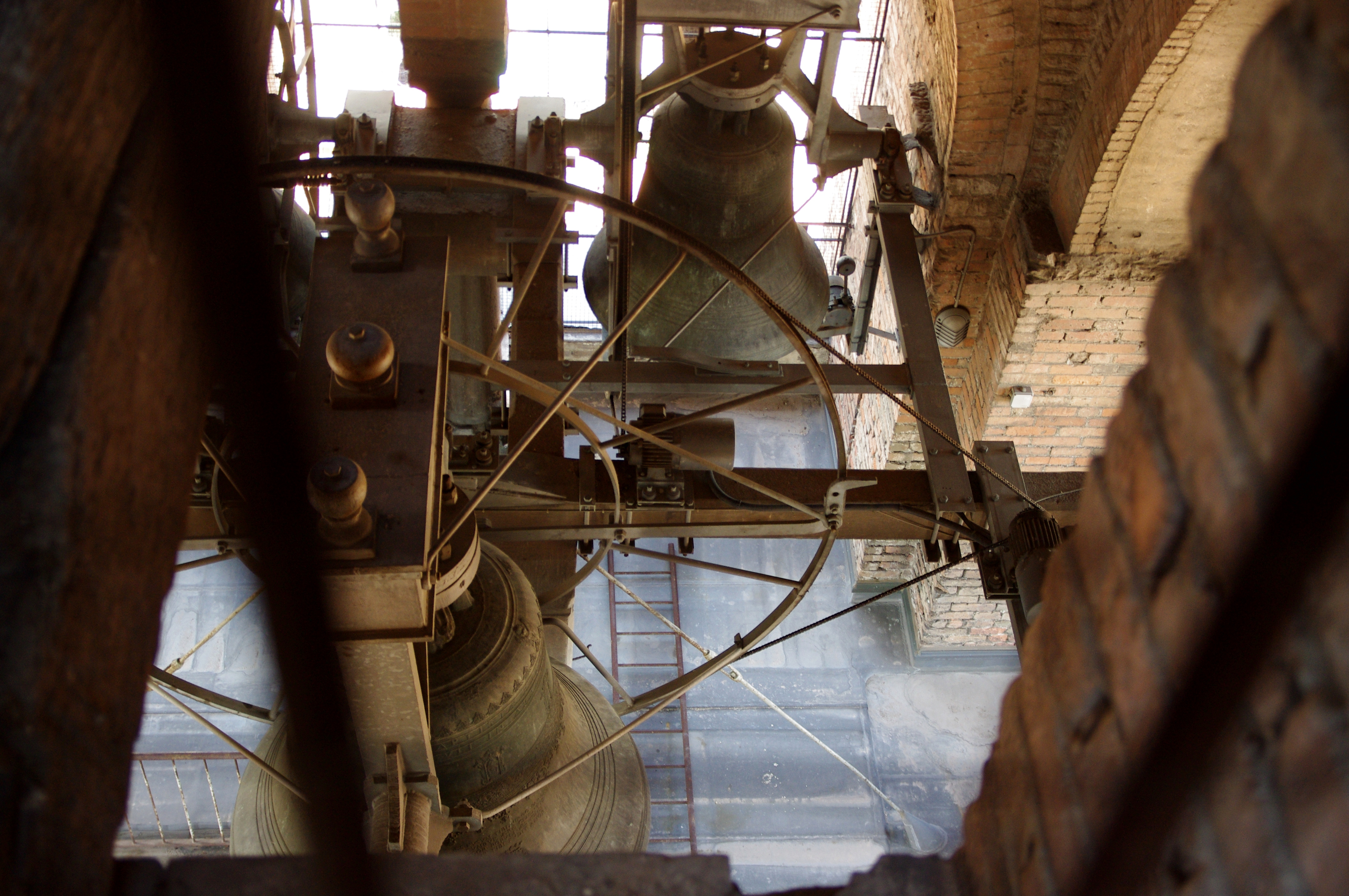
La cella campanaria del Torrazzo

Il torrazzo ospita 7 campane intonate in scala di LAb2 maggiore, fuse tutte nel 1744 dal fonditore milanese Bartolomeo Bozzi. 

È inoltre presente un'ottava campana detta "campana delle ore", fusa nel 1581, che emette la nota REb3. 

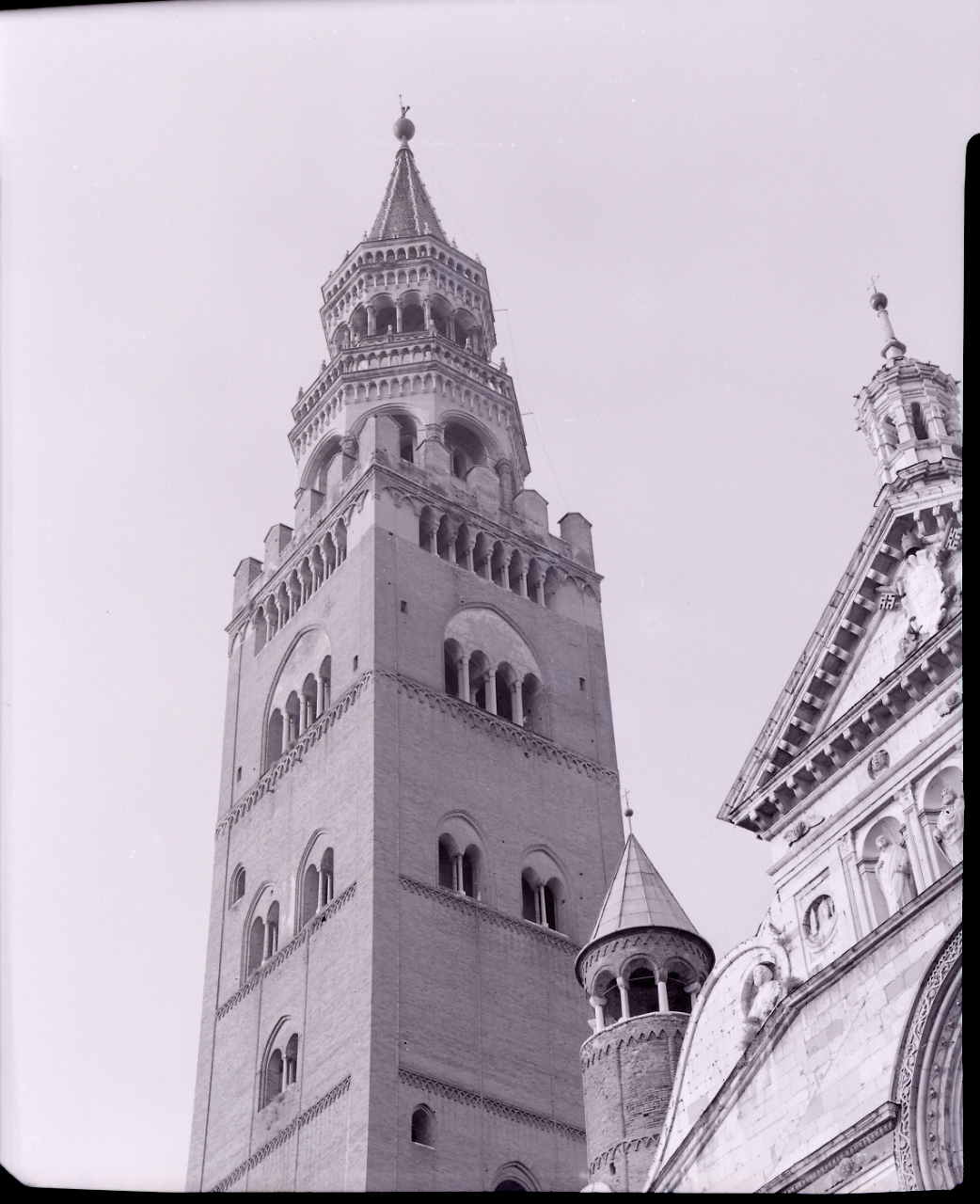
Foto di Paolo Monti, 1965 (Fondo Paolo Monti, BEIC)

Attualmente le 7 campane suonano raramente in movimento.